# Lenka Valešová
Lenka Valešová (* 11. August 1985 in Domažlice als Lenka Ledvinová) ist eine tschechische Leichtathletin, die sich auf den Hammerwurf spezialisiert hat.

## Sportkarriere
Erste Erfahrung bei internationalen Meisterschaften sammelte Lenka Valešová im Jahr 2001, als sie bei den Jugendweltmeisterschaften in Debrecen mit einer Weite von 49,05 m in der Qualifikation ausschied, wie auch bei den Juniorenweltmeisterschaften im Jahr darauf in Kingston mit 55,50 m. Anschließend nahm sie erstmals an den Europameisterschaften in München teil, verfehlte dort aber mit 47,65 m den Finaleinzug. 2003 schied sie bei den Junioreneuropameisterschaften in Tampere mit 55,58 m in der Qualifikation aus und im Jahr darauf belegte sie bei den Juniorenweltmeisterschaften in Grosseto mit 60,18 m Rang sechs. 2006 nahm sie erneut an den Europameisterschaften in Göteborg teil, schied dort aber mit einem Wurf auf 60,85 m in der Qualifikation aus. Im Jahr darauf gewann sie bei den U23-Europameisterschaften in Debrecen mit einer Weite von 67,43 m die Silbermedaille und gewann anschließend bei der Sommer-Universiade in Bangkok mit 66,41 m die Bronzemedaille hinter der Weißrussin Darja Ptschelnik und Eileen O’Keeffe aus Irland. Zudem qualifizierte sie sich erstmals für die Weltmeisterschaften in Osaka, bei denen sie mit 66,57 m aber nicht das Finale erreichte. Im Jahr darauf nahm sie dann an den Olympischen Spielen in Peking teil und schied dort mit 67,17 m in der Qualifikation aus.
2009 erreichte sie bei den Studentenweltspielen in Belgrad mit 65,53 m Rang elf und scheiterte anschließend bei den Weltmeisterschaften in Berlin mit 62,92 m in der Qualifikation. Im Jahr darauf verpasste sie bei den Europameisterschaften in Barcelona mit 60,74 m den Finaleinzug.
2006 und 2007, 2009 und 2010 sowie 2020 wurde Valešová tschechische Meisterin im Hammerwurf. Ihre persönliche Bestleistung von 70,51 m hatte mehrere Jahre als Landesrekord bestand.